# Qinglong, Yunyang
Qinglong (kinesiska: 青龙) är ett stadsdelsdistrikt i sydvästra Kina. Det ligger i Yunyang härad i storstadsområdet Chongqing, omkring 250 kilometer nordost om det centrala stadsdistriktet Yuzhong. Antalet invånare är 94 897. Befolkningen består av 47 568 kvinnor och 47 329 män. Barn under 15 år utgör 17,0 %, vuxna 15-64 år 73 %, och äldre över 65 år 8,0 %.